# خط بی‌ام‌تی جامائیکا
خط بی‌ام‌تی جامائیکا (انگلیسی: BMT Jamaica Line) یکی از خط‌های متروی نیویورک سیتی در بخش بروکلین و کویینز است.
این خط که در سال ۱۸۸۵ تأسیس شده دارای ۲۲ ایستگاه است. 

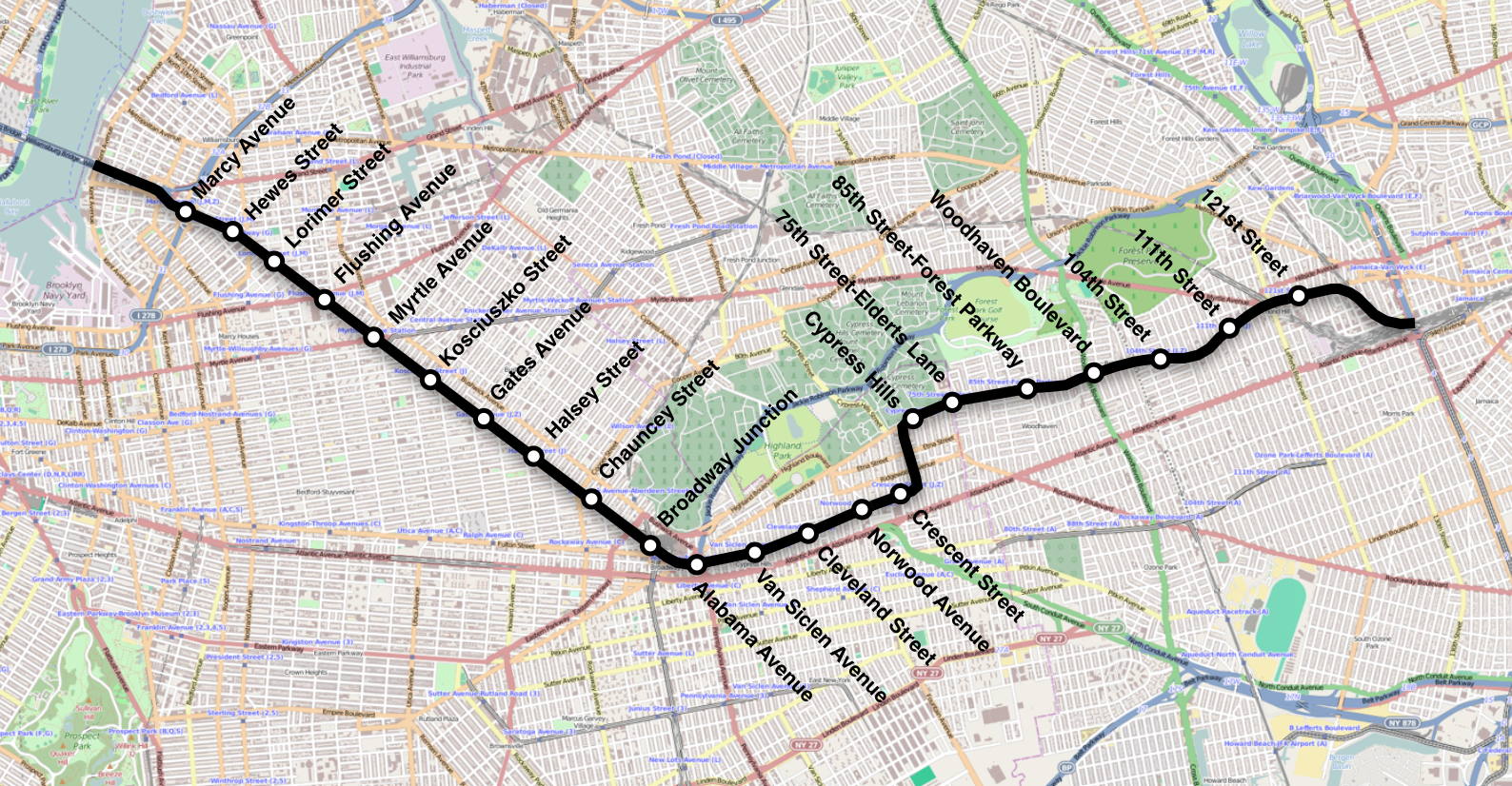
نقشه

## نگارخانه

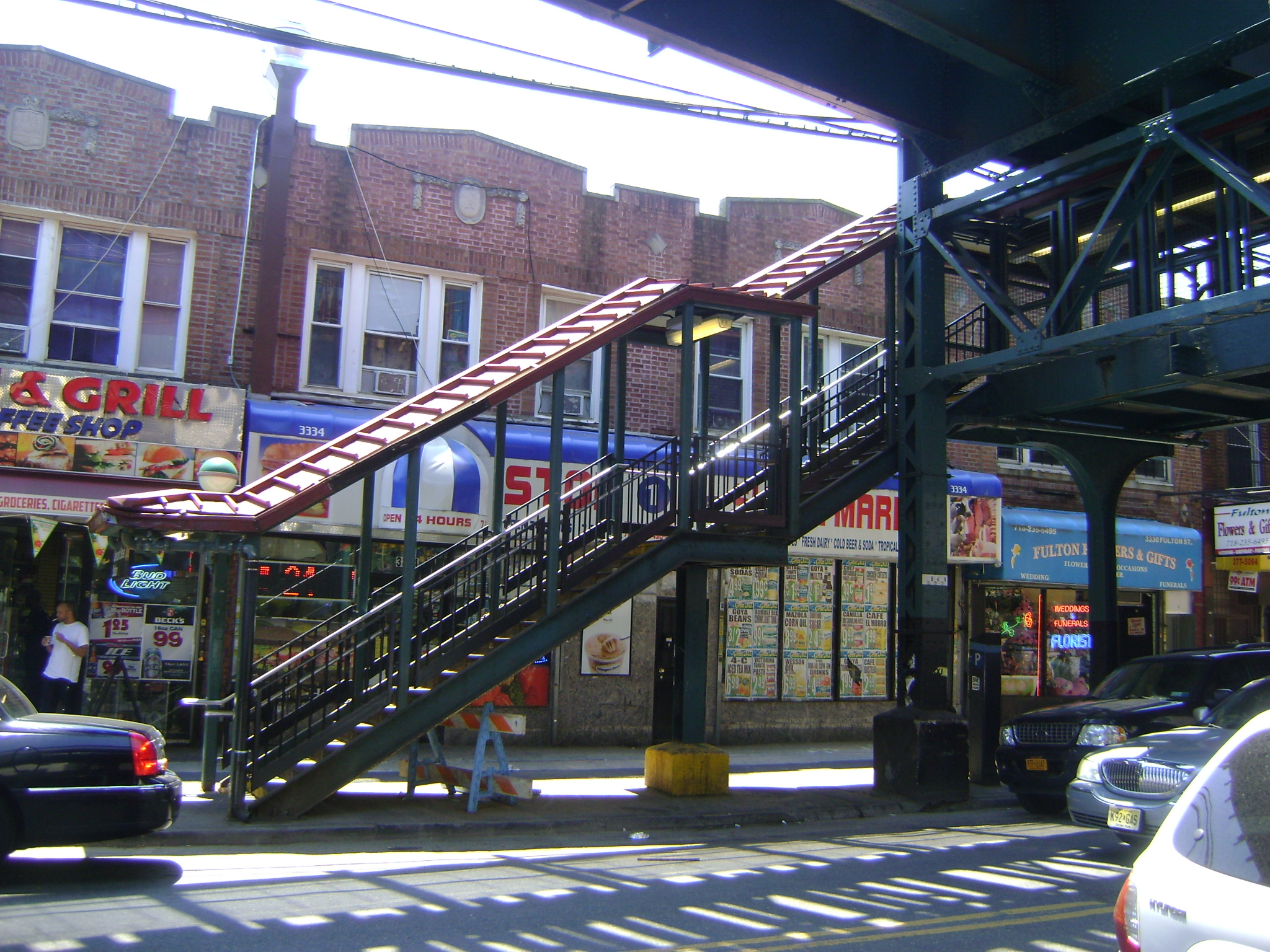
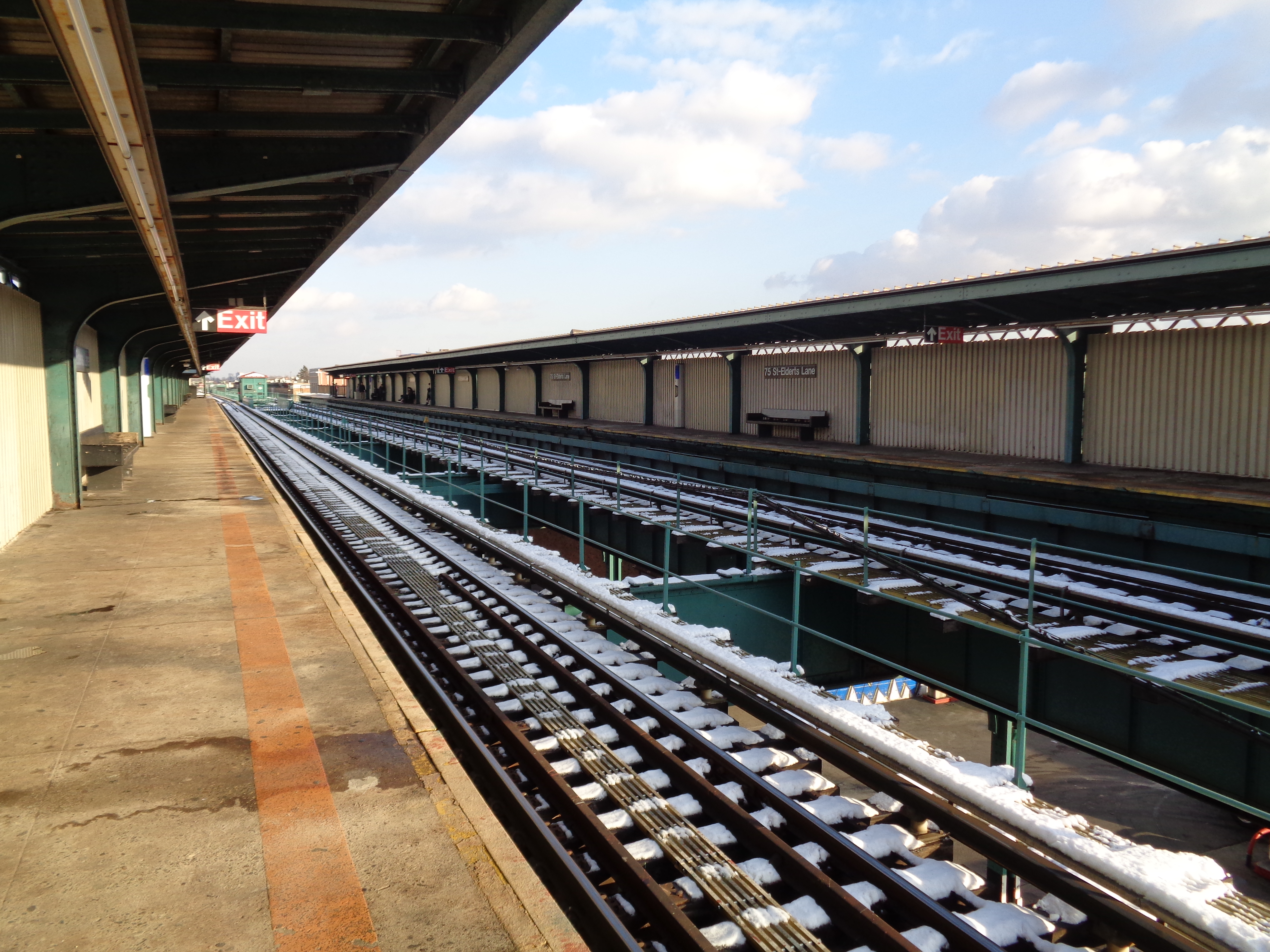
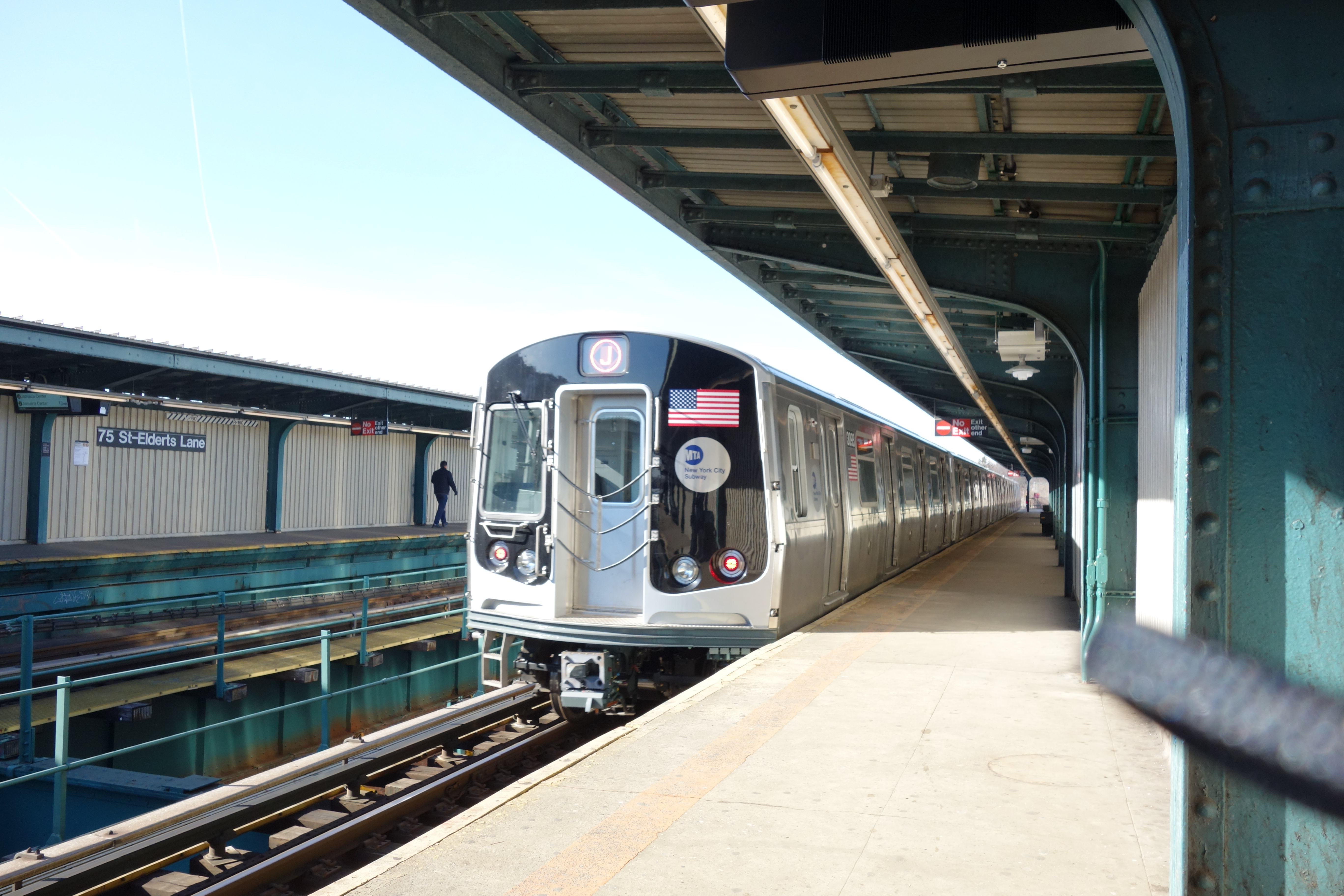
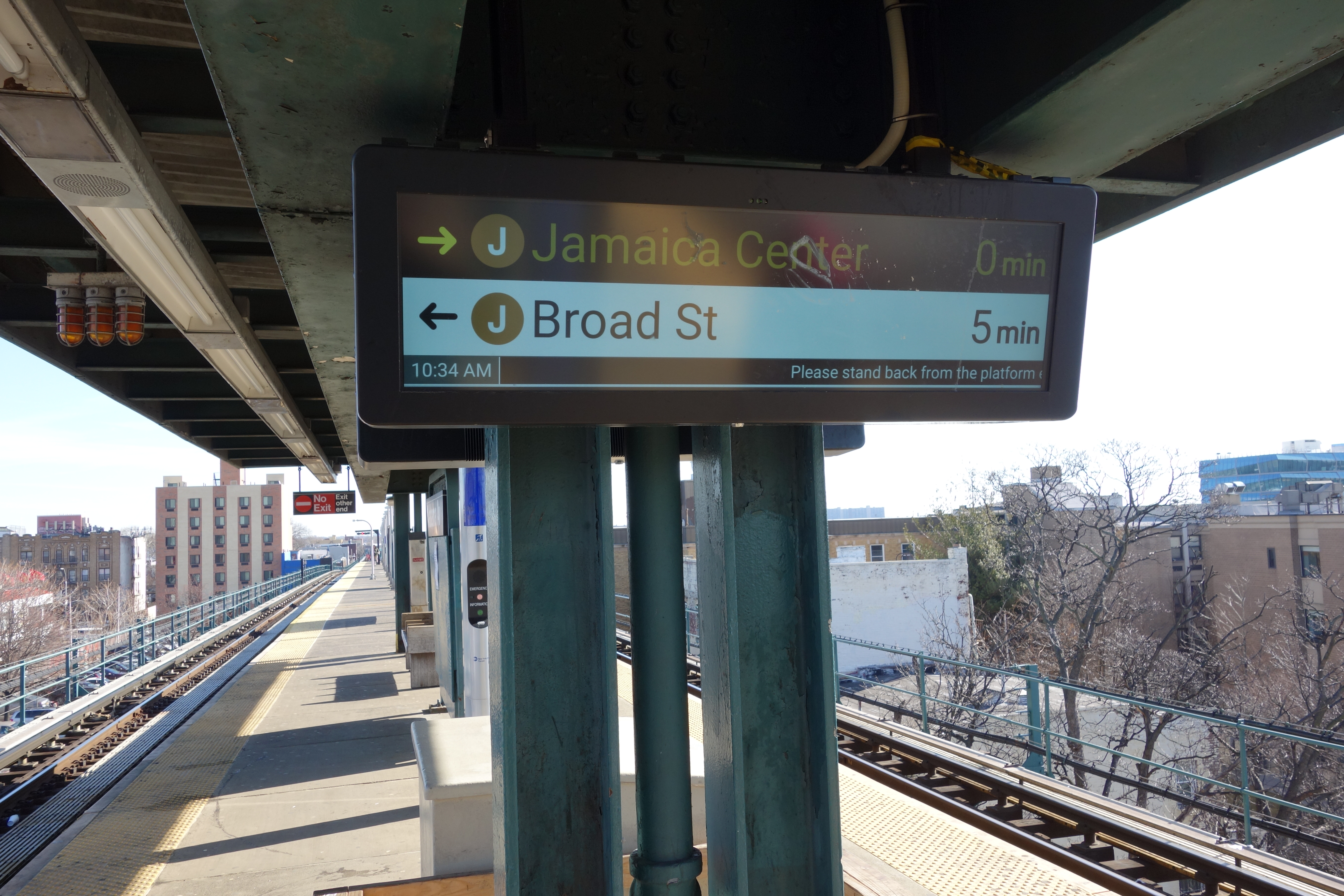